# Ричланд (Џорџија)
Ричланд (Џорџија) (енгл. Richland) град је у америчкој савезној држави Џорџија. По попису становништва из 2010. у њему је живело 1.473 становника.

## Демографија
Према попису становништва из 2010. у граду је живело 1.473 становника, што је 321 (17,9%) становника мање него 2000. године.
| Група             | 2000.         | 2010.         |
| Белци             | 629 (35,1%)   | 408 (27,7%)   |
| Афроамериканци    | 1.122 (62,5%) | 1.022 (69,4%) |
| Азијати           | 0 (0,0%)      | 8 (0,5%)      |
| Хиспаноамериканци | 49 (2,7%)     | 33 (2,2%)     |
| Укупно            | 1.794         | 1.473         |